# Софроній III Константинопольський
Патріарх Софроній (грец. Πατριάρχης Σωφρόνιος, при народженні Ставрос Меідандзоглу, грец. Σταύρος Μεϊδαντζόγλου ; 1798, Константинополь — 22 серпня 1899) — єпископ Александрійської православної церкви; з 1870 по 1899 роки — Патріарх Александрійський під ім'ям Софроній IV, раніше, з 1863 по 1866 роки — патріарх Константинопольський Софроній III.

## Біографія
Народився у Стамбулі між 1798 та 1802. Походив із багатої родини. Він навчався у Великій школі нації. У молодості він мав сильний і приємний голос і вважався першим знавцем церковного співу.
У 1820 році він був висвячений у сан диякона, отримав чернече ім'я Софроній. У 1839 році був висвячений на священника, а потім єпископа. У 1855 році він став єпископом Амасійським.

### На Константинопольському престолі
20 вересня 1863 пішов на відпочинок Патріарх Константинопольський Йоаким II, після чого 2 жовтня 1863 був обраний Патріархом Константинопольським.
Брав активну участь у справі з приводу румунських маєтків грецьких монастирів, конфіскованих князем Александром Кузою на користь нової Румунської держави: згідно зі статтями Закону 1863 року передбачалося вилучення у грецьких ігуменів усіх прикрас, книг, священних судин і документів на право володіння монастирями, багато з яких були закриті або перейшли до юрисдикції Румунської Церкви, яка проголосила 1865 року автокефалію.
Помірний образ дії Софронія стосовно греко-болгарської суперечки порушив проти нього крайню грецьку партію, що стояла за повне духовне підпорядкування болгар грекам. Не бачачи кінця розбратів, Патріарх 4 грудня 1866 року відмовився від престолу.

### На Александрійському престолі
У 1869 році через низку конфліктів пішов на спокій патріарх Александрійський Никанор, який обрав своїм наступником митрополита Ніла, але і він повинен був піти на вимогу Константинополя, єгипетської влади та православної громади Єгипту. 30 травня 1870 року Софроній був обраний Папою та Патріархом Александрійським. У липні кандидатура колишнього Константинопольського патріарха Софронія була узгоджена між Константинопольським патріархом з одного боку та Антіохійським та Єрусалимським патріархами з іншого боку. Вибір Софронія влаштовував і російського посла в Константинополі Миколи Ігнатьєва, який раніше радив йому не погоджуватися зайняти Александрійський престол без попереднього схвалення всіх патріархів. Низький Патріарх Ніл намагався протидіяти цьому, але 28 жовтня визнав свою відставку.
Склав у 1874 році нове Положення про церковне управління з 32 статей і подав його на затвердження єгипетському уряду. У ньому передбачалася участь у обранні Патріарха представників усіх православних громад Єгипту, а також легальних профспілок Каїру та Олександрії, лікарів, науковців, адвокатів. Становище так і не було затверджено, але дозволило утихомирити ситуацію в Александрійському патріарахаті.
Бувши Патріархом Александрійським, продовжував боротися за повернення румунських маєтків грецьких монастирів: якщо в 1863 секвестру були піддані всі доходи з цих маєтків, то в 1876 румунська влада стала вести мову вже про право володіння маєтками. Східні патріархи, на чолі із Софронієм, подали записку Берлінському конгресу 1878 року, де виклали ситуацію. У 1885 році патріарх Софроній зробив через грецького посла при берлінському дворі запит до колегії юридичного факультету Берлінського університету про права святих місць щодо грецьких монастирів, що знаходяться в Дунайському регіоні та конфіскованих румунським урядом. Берлінські юристи відповіли, що власником румунських похилених маєтків мають бути східні патріархи.
За слабких спадкоємців Мухаммада Алі у другій половині XIX століття Єгипет швидко втратив економічну самостійність і перетворився на півколонію європейських держав. Будівництво доріг, каналів, переробних підприємств, зростання зовнішньої торгівлі призвели до напливу з-за кордону величезної кількості технічних фахівців, торговців та підприємців. Серед іммігрантів було багато православних християн - греків і сирійців, які заповнили важливі соціальні ніші (бізнес, видавнича справа, журналістика, освіта). Іноземне засилля, фінансове закабалення країни викликали зростання націоналістичних настроїв, кульмінацією стало повстання Орабі-паші у 1882 році. Патріарх Софроній та православне духовенство, як і представники інших конфесій, залишили Єгипет. У Каїрі та Александрії залишилися лише два священники, на долю яких випали тяжкі випробування під час безчинств бунтівного натовпу. Повстання було придушене після артилерійського обстрілу Александрії англійським флотом, після чого Єгипет перейшов під британський протекторат.
В ті роки Александрійська церква займала дуже скромне місце в житті Єгипту, так в 1884 в Александрійському Патріархаті налічувалося 30 храмів і 4 молитовних будинки. У міру зростання православного населення будувалися нові церкви, у тому числі у Верхньому Єгипті та Судані.
Авторитет та вплив, яким він користувався на грецькому сході, створили йому рідкісну пошану в народі. Залишався Патріархом Александрійським до смерті 22 серпня 1899 року, віком близько 100 років. Похований у церкві Святого Георгія Старого Каїра.